# Градизька селищна територіальна громада
Градизька селищна територіальна громада — територіальна громада в Україні, у складі Кременчуцького району Полтавської області. Адміністративний центр — селище Градизьк.
12 червня 2020 року уряд затвердив адміністративний центр і територію громади. 19 липня 2020 року у рамках адміністративно-територіальної реформи утворено Кременчуцький район, до якого увійшла громада.
До складу входить селище Градизьк та 27 сіл: Білоусівка, Броварки, Бугаївка, Васьківка, Вишеньки, Ганнівка, Горби, Гриньки, Кагамлик, Канівщина, Кирияківка, Котляревське, Крива Руда, Липове, Лізки, Мозоліївка, Пелехівщина, Петрашівка, Погреби, Пронозівка, Проценки, Святилівка, Середпілля, Сидори, Струтинівка, Тимошівка та Шушвалівка.

## Населення

### Мова
Розподіл населення населених пунктів громади за рідною мовою за даними перепису 2001 року:
| Мова            | Чисельність | Відсоток |
| --------------- | ----------- | -------- |
| Українська      | 20 781      | 95.77 %  |
| Російська       | 743         | 3.42 %   |
| Вірменська      | 73          | 0.34 %   |
| Румунська       | 28          | 0.13 %   |
| Білоруська      | 20          | 0.09 %   |
| Ромська         | 16          | 0.07 %   |
| Угорська        | 15          | 0.07 %   |
| Інші/Не вказали | 23          | 0.11 %   |
| Разом           | 21 699      | 100 %    |